# Viacheslav Ragozin
Viacheslav Vasilyevich Ragozin (em russo: Вячеслав Васильевич Рагозин) (São Petersburgo, 8 de outubro de 1908 – Moscou, 11 de março de 1962) foi um jogador, autor e teórico do xadrez da antiga União Soviética. No Torneio de xadrez de Moscou de 1935 recebeu um prêmio de brilhantismo por sua vitória sobre Andor Lilienthal e no Torneio de xadrez de Moscou de 1936 venceu Salo Flohr, Emanuel Lasker e empatou com José Raul Capablanca. O melhor resultado de sua carreira foi o segundo lugar no Torneio Memorial Tchigorin de 1947 o qual terminou em segundo lugar atrás de Mikhail Botvinnik. Ragozin contribuiu também para a teoria da abertura, praticou o xadrez epistolar 